# Leslie Bader
Leslie Elisabeth Corbett Bader (ur. 10 listopada 1963 w Monroe) – amerykańska łyżwiarka szybka.

## Kariera
Największe sukcesy w karierze Leslie Bader osiągnęła w sezonie 1986/1987, kiedy zajęła trzecie miejsce w klasyfikacji końcowej Pucharu Świata na 1500 metrów. Wyprzedziły ją dwie Holenderki: Yvonne van Gennip oraz Marieke Stam, a trzecie miejsce ex aequo z nią zajęła jej rodaczka, Katie Class. Bader dwukrotnie stawała na podium zawodów tego cyklu: 24 stycznia 1987 roku w Lake Placid była trzecia w biegu na 1500 m, a dzień później zajęła trzecie miejsce na dystansie 3000 m. Nigdy nie zdobyła medalu mistrzostw świata; jej najlepszym wynikiem było dziewiąte miejsce wywalczone podczas wielobojowych mistrzostw świata w Skien w 1988 roku. W tym samym roku brała udział w igrzyskach olimpijskich w Calgary, gdzie jej najlepszym wynikiem było siódme miejsce w biegu na 1000 m. Na tych samych igrzyskach zajęła też dziesiąte miejsce na 1500 m, 20. miejsce na 3000 m i 23. miejsce w biegu na 500 m. W 1988 roku zakończyła karierę.